# Cerasuolo d'Abruzzo
Pour les articles homonymes, voir Abruzzo.

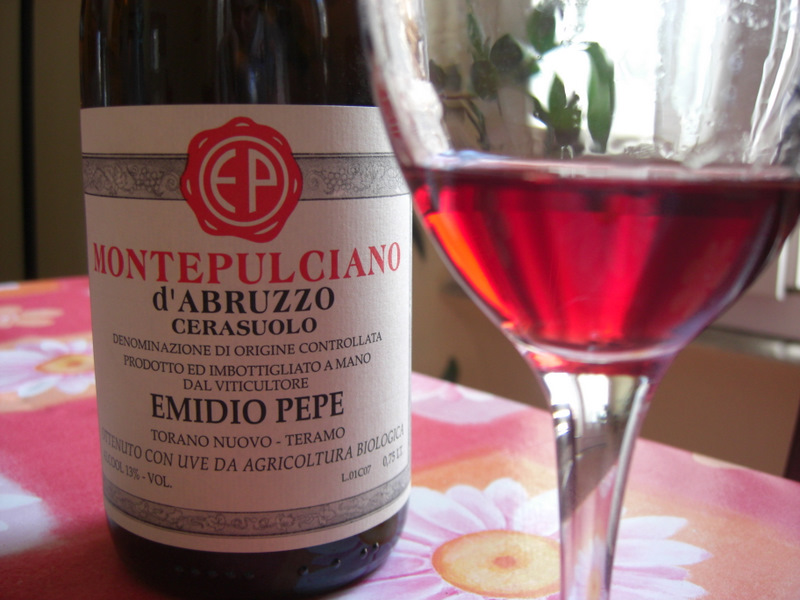
Montepulciano d'Abruzzo Cerasuolo

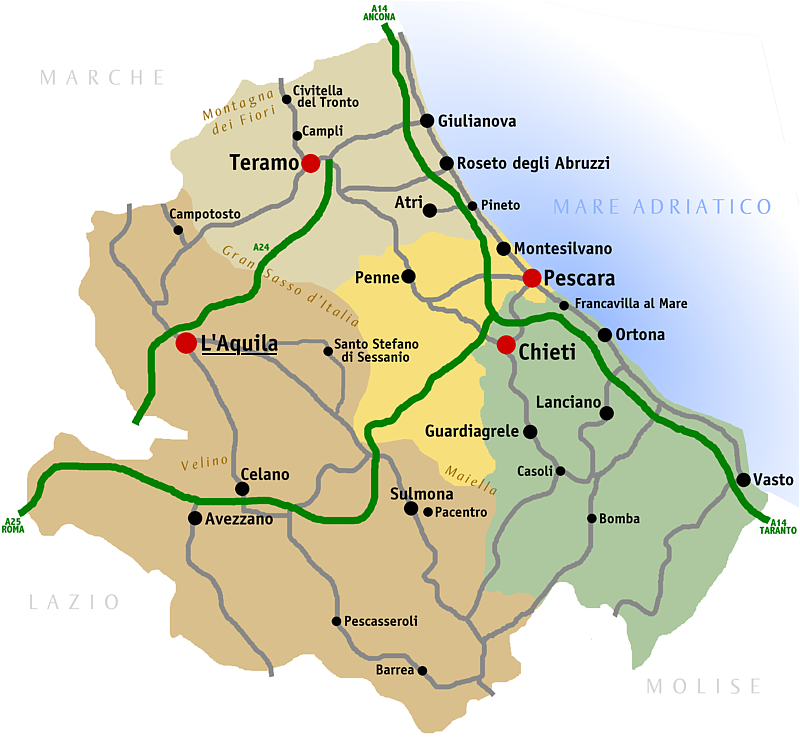
Région Abruzzes

Le Cerasuolo d'Abruzzo  (Cerasuolo d'Abruzzo D.O.C) est un vin rouge ou rosé italien, produit dans les Abruzzes selon une dénomination d'origine contrôlée (DOC). 

## Zone de production
Provinces de Chieti, L'Aquila, Pescara et Teramo.

## Caractéristiques
- couleur : rouge cerise;
- odeur : agréable, délicatement vineux, fruité; parfum intense et délicat;
- saveur : sec, velouté, harmonieux avec arrière-goût d'amande[1].

## Production
Saison, volume en  hl
- Aucune donnée